# النظرية الماركسية للطبقات

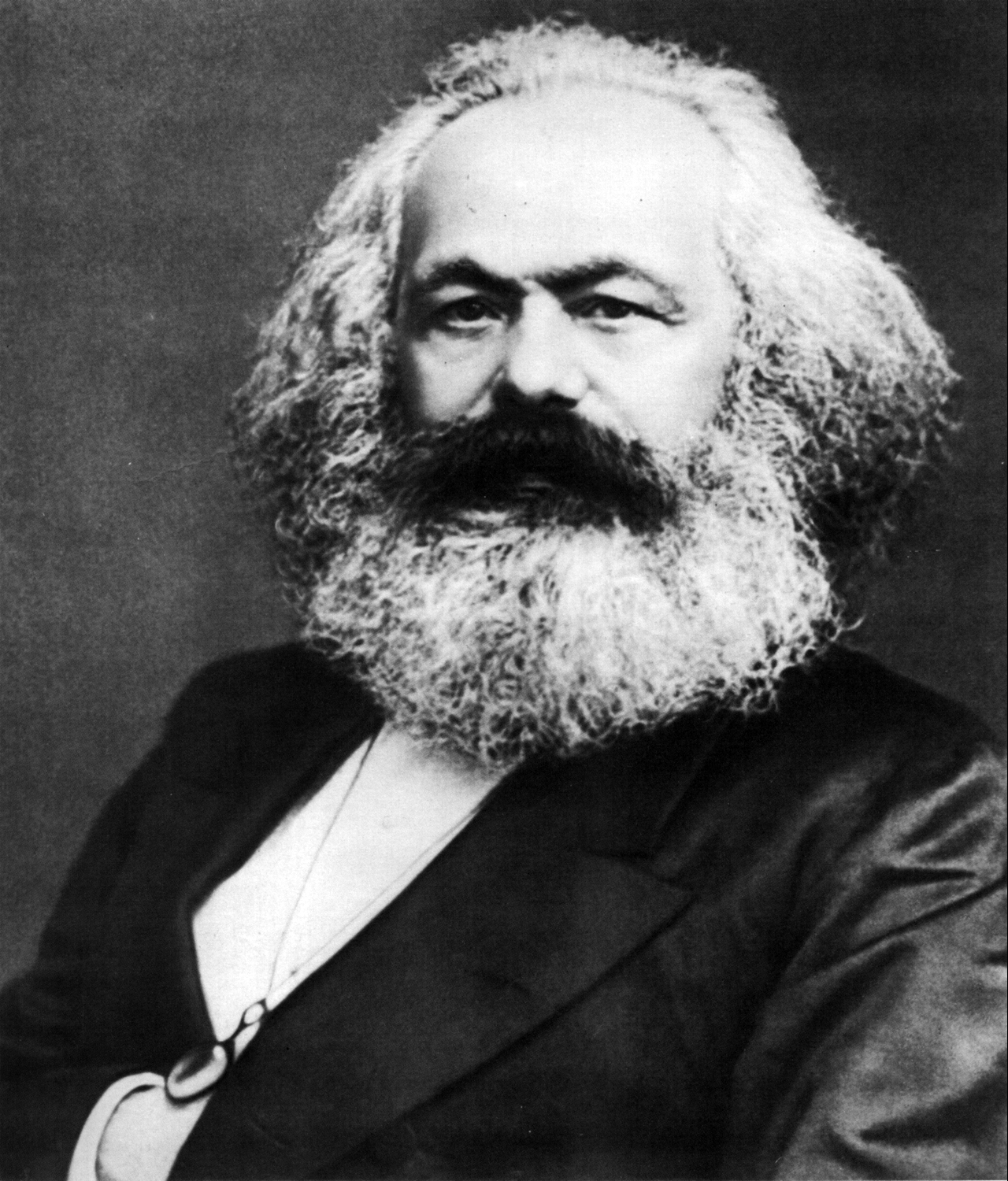

النظرية الماركسية للطبقات تؤكد أن مكانة الفرد داخل التسلسل الهرمي الطبقي يحددها دوره في عملية الإنتاج، وتجادل بأن الوعي السياسي والأيديولوجي يتحدد حسب مكانة الفرد الطبقية. الطبقة هي أولئك الذين يتقاسمون مصالح اقتصادية مشتركة، ويدركون تلك المصالح، وينخرطون في عمل جماعي ينهض بتلك المصالح. في إطار النظرية الماركسية للطبقات، تشكل بنية عملية الإنتاج أساس بناء الطبقات.
يرى ماركس أن الطبقة مجموعة ذات ميول ومصالح جوهرية تختلف عن ميول ومصالح جماعات أخرى داخل المجتمع، وهي الأساس لتضاد جوهري بين هذه الجماعات. على سبيل المثال، من مصلحة العمال أن تزيد الأجور والحوافز، ومن مصلحة الرأسماليين أن تزيد الأرباح والفوائد على حساب الأجور والحوافز، الأمر الذي يؤدي إلى تناقض داخل النظام الرأسمالي، وإن كان العمال والرأسماليون أنفسهم غير مدركين تصادم المصالح.
كانت النظرية الماركسية للطبقات منفتحة على مجموعة من الآراء البديلة، وخاصة من قبل باحثين مثل إي. بي. طومسون وماريو ترونتي. يشير كل من طومسون وترونتي إلى أن الوعي الطبقي داخل عملية الإنتاج يسبق تكوين ارتباطات منتجة. بهذا المعنى، فإن النظرية الماركسية للطبقات كثيرًا ما ترتبط بمناقشات حول صراعات طبقية قائمة من قبل.

## أصول نظرية ماركس
تُستمد نظرية كارل ماركس للطبقات من مجموعة من مدارس الفكر الفلسفية، بما في ذلك الهجيلية اليسارية، والتجريبية الاسكتلندية، والاقتصاد السياسي الأنجلوفرنسي. كانت نظرة ماركس إلى الطبقة نابعة من سلسلة من المصالح الشخصية المتصلة بالاغتراب الاجتماعي والصراع البشري، الذي يرتبط فيه تشكيل البنية الطبقية بالوعي التاريخي القوي. ساهم الاقتصاد السياسي أيضًا في دعم نظريات ماركس، مركزًا على مفهوم «أصل الدخل»، الذي ينقسم المجتمع بموجبه إلى ثلاث فئات فرعية: الريعي، والرأسمالي، والعامل. يستند هذا البناء إلى نظرية دافيد ريكاردو في الرأسمالية. عزز ماركس ذلك بمناقشة حول الارتباطات الطبقية التي يمكن التحقق منها.
سعى ماركس إلى تعريف الطبقة باعتبارها جزءًا لا يتجزأ من الارتباطات المنتجة لا من المكانة الاجتماعية. تطورت فكرته السياسية والاقتصادية نحو الاهتمام بالإنتاج بدلًا من التوزيع، وأصبح هذا من الآن فصاعدًا موضوعًا محوريًا في مفهومه للطبقة.

## التركيب الطبقي للرأسمالية
في النظرية الماركسية، تتألف مرحلة الإنتاج الرأسمالي من طبقتين رئيسيتين: الطبقة البرجوازية، أي الرأسماليون الذين يملكون وسائل الإنتاج، وطبقة البروليتاريا الأكبر حجمًا (أو «الطبقة العاملة») التي يتعين عليها أن تبيع قوتها العاملة (انظر أيضًا: العمل المأجور). هذه هي البنية الاقتصادية الأساسية للعمل والملكية وهي حالة من عدم المساواة أصبحت طبيعية ثم أُعيد إنتاجها عبر الأيديولوجيا الثقافية، ومن ثم فإن البروليتاريا، في حد ذاتها، مضطرة إلى الخضوع لسلطة رأس المال، التي جردت العمال من وسائل الإنتاج. عندما تدرك طبقة البروليتاريا وضعها وسلطتها، وتنظم نفسها، وتتخذ إجراءات سياسية جماعية، فإنها تصبح طبقة لها القدرة الثورية على أن تصبح الطبقة الحاكمة.
انتقد ماكس فيبر المادية التاريخية، مشيرًا إلى أن التقسيم الطبقي لا يستند إلى التفاوت الاقتصادي فحسب، بل إلى الفوارق الأخرى في المكانة والنفوذ. يمكن التمييز بين الطبقة الاجتماعية التي تتبع، على نحو عام، الثروة المادية وطبقة المكانة الاجتماعية القائمة على أساس الشرف، والمكانة الاجتماعية، والانتماء الديني، وما إلى ذلك. تلاقت ظروف الرأسمالية ونظامها الطبقي بسبب مجموعة متنوعة من «الصلات الاختيارية».
يفسر الماركسيون تاريخ المجتمعات «المتحضرة» في إطار الصراع الطبقي بين هؤلاء الذين يسيطرون على الإنتاج وأولئك الذين ينتجون السلع أو الخدمات في المجتمع. من وجهة النظر الماركسية للرأسمالية، فإن هذا صراعٌ بين الرأسماليين (البرجوازيين) والعاملين بأجر (البروليتاريا). بالنسبة للماركسيين، يكمن جذور الصراع الطبقي في الوضع الذي يستلزم التحكم في الإنتاج الاجتماعي بالضرورة التحكم في الطبقة التي تنتج السلع؛ في الرأسمالية، يكون هذا استغلال العمال على يد البرجوازيين.
زعم ماركس ذاته أن هدف البروليتاريا نفسها يتلخص في استبدال النظام الاشتراكي بالنظام الرأسمالي، وتغيير العلاقات الاجتماعية التي يقوم عليها النظام الطبقي، ثم التحول إلى مجتمع شيوعي في المستقبل، الذي تكون فيه: «.. التنمية الحرة لكل فرد هي شرط للتنمية الحرة للجميع». (بيان الحزب الشيوعي). هذا من شأنه أن يمثل بداية مجتمع بلا طبقات، حيث تصبح احتياجات الإنسان لا الأرباح هي الدافع للإنتاج. في مجتمع ذي قيادة ديمقراطية يُنتج من أجل الاستخدام، لن تكون هناك حاجة إلى الطبقة أو الدولة أو المال.
بالنسبة لماركس، تتميز الطبقة بثلاثة جوانب أساسية:
عوامل موضوعية
تتشارك الطبقة في علاقة مشتركة مع وسائل الإنتاج،. أي إن جميع الناس في طبقة واحدة يكسبون عيشهم بطريقة مشتركة في إطار ملكية الأشياء التي تصنع المنتجات الاجتماعية. قد تمتلك الطبقة أشياء، وقد تمتلك أرضًا، وقد تمتلك أناسًا، أو تكون مملوكة، أو لا تملك شيئًا غير عملها. ستفرض الطبقة الضرائب، وتنتج الزراعة، وتستعبد الآخرين وتوظفهم للعمل، أو تكون مستعبدة وعاملة لآخرين وتعمل مقابل أجر.
عوامل ذاتية
سيدرك الأفراد بالضرورة أوجه التشابه بينهم ومصالحهم المشتركة. أطلق ماركس على ذلك اسم الوعي الطبقي. الوعي الطبقي ليس مجرد إدراك المرء مصالح طبقته (على سبيل المثال، زيادة قيمة الأسهم أو زيادة الأجر مع تقليل ساعات العمل)، بل إنه ينطوي أيضًا على أفكار مشتركة عميقة حول كيفية تنظيم المجتمع قانونيًا، وثقافيًا، واجتماعيًا، وسياسيًا.
إعادة إنتاج الارتباطات الطبقية
الطبقة باعتبارها مجموعة من العلاقات الاجتماعية التي تتوالد من جيل إلى جيل.
يقسم المعيار الأول المجتمع إلى مالكي وسائل الإنتاج وغير المالكين لها. في النظام الرأسمالي، يوجد الرأسماليون (البرجوازيون) والبروليتاريا. لكن من الممكن أن تكون التقسيمات أدق: المجموعة الفرعية الأهم في الرأسمالية هي البرجوازية الصغيرة، الأشخاص الذين يملكون وسائل الإنتاج الخاصة بهم ولكنهم يستخدمونها في المقام الأول من خلال العمل عليها بأنفسهم بدلًا من توظيف آخرين للعمل عليها. تضم البرجوازية الصغيرة الحرفيين الذين يعملون لحسابهم الخاص، وأصحاب المتاجر الصغيرة، وكثيرين من المهنيين. وجد جون إلستر أن ماركس ذكر نحو 15 طبقة من مختلف الفترات التاريخية.
عرّف فلاديمير لينين الطبقات بأنها «جماعات كبيرة من الناس يختلف بعضها عن بعض بالمكانة التي يشغلونها في نظام إنتاج اجتماعي محدد تاريخيًا، وحسب ارتباطهم (الثابت والمصاغ في القانون في معظم الحالات) بوسائل الإنتاج، وحسب دورهم في التنظيم الاجتماعي لليد العاملة، وبناء على ذلك، حسب أبعاد نصيبهم في الثروة الاجتماعية التي يتصرفون بها وطريقة حيازتهم تلك الثروة».